# De la Nubia a La Plata
De la Nubia a La Plata (en inglés: From Sudan to Argentina) es una película documental argentina de 2022 escrita y dirigida por Ricardo Preve. El filme relata la experiencia del historiador y egiptólogo argentino Abraham Rosenvasser como líder de la misión arqueológica francoargentina impulsada por la UNESCO, llevada a cabo en el norte de Sudán entre 1961 y 1963. La película fue presentada en diversos festivales internacionales, cosechando premios y nominaciones.

## Sinopsis
Entre 1961 y 1963, el egiptólogo argentino Abraham Rosenvasser organiza una expedición arqueológica a Sudán en colaboración con Jean Vercoutter, un renombrado arqueólogo francés. El objetivo de la misión es excavar en el templo de Aksha, un importante sitio de la cultura del faraón Ramsés II ubicado a las orillas del Nilo, adyacente a la frontera con Egipto, antes que la construcción de una represa por parte del gobierno egipcio destruya el templo bajo las aguas de un lago.
Luego de la primera campaña conjunta en 1961, los franceses se retiran del proyecto, y Rosenvasser tiene que completar el trabajo por su cuenta. Logra rescatar de las crecientes aguas del Nilo los tesoros del templo de Aksha, y traer la parte que correspondía a Argentina al Museo de La Plata, donde son exhibidos actualmente.

## Antecedentes, producción y estreno
En el año 2017, Ricardo Preve se encontraba en Sudán trabajando en su largometraje documental Volviendo a casa. Conversando con los lugareños, escuchó por primera vez hablar acerca de una misión francoargentina a la región de la Nubia, en el norte sudanés. En su regreso a Argentina, el director se reunió con reconocidos antropólogos y egiptólogos del país, para así poder descubrir más sobre esta misión aparentemente desconocida para la gran mayoría de la sociedad argentina. Fue así como Preve conoció la historia del doctor Abraham Rosenvasser, historiador argentino y líder de la misión entre los años 1961 y 1963. Tras llevar a cabo una extensa investigación, el director se reunió con Elsa Rosenvasser Feher, hija del doctor Rosenvasser y renombrada científica, quien residía en La Jolla, California. Juntos acordaron que el viaje de su padre y la misión francoargentina, con el fin de salvar cientos de tesoros, valía la pena ser contada en este filme.

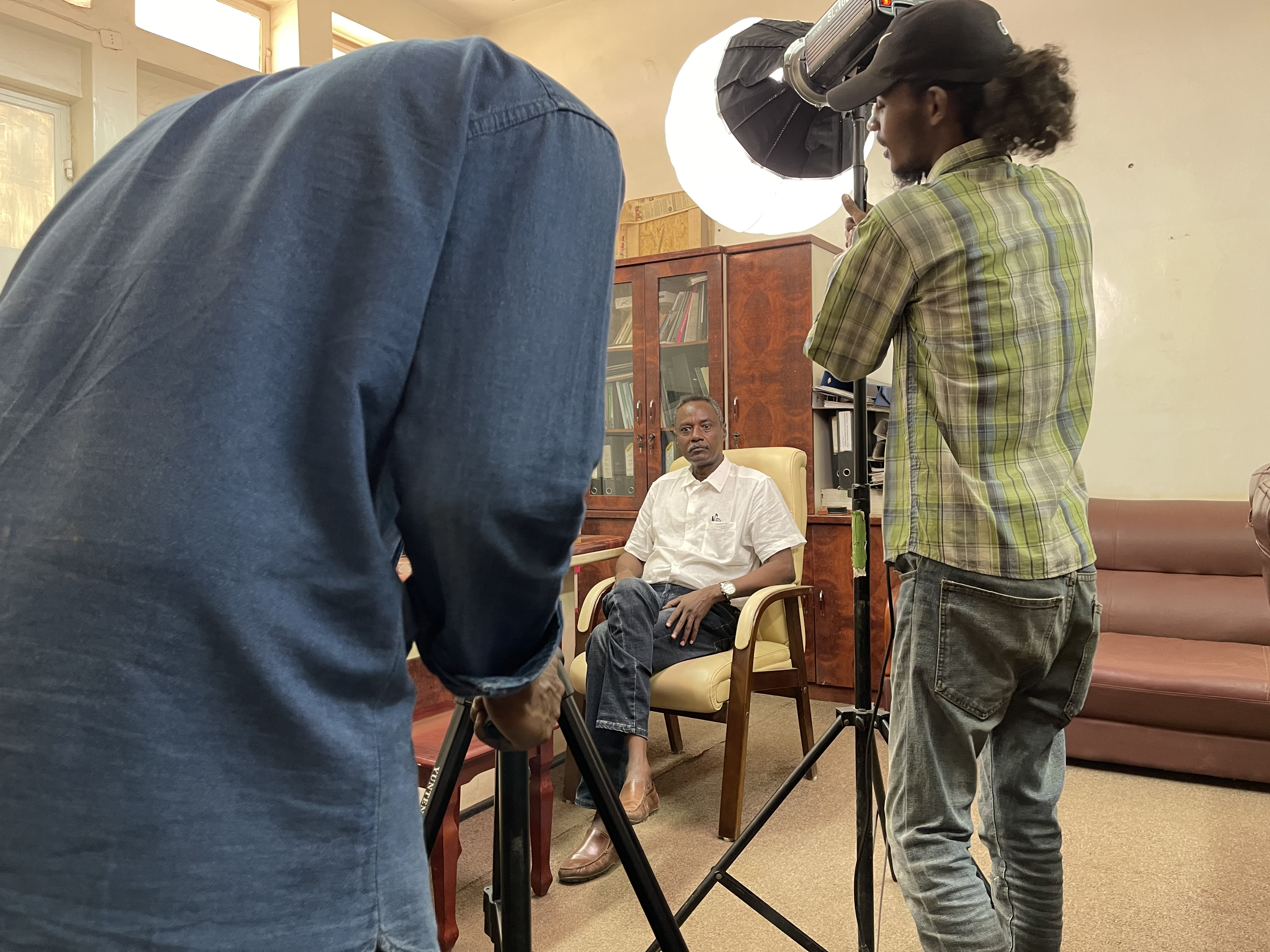
Segunda unidad filmando en Sudán.

El rodaje de De la Nubia a La Plata se inició en mayo de 2021 en La Jolla, California. En agosto del mismo año, el equipo regresó a Argentina a continuar la filmación en el pueblo de Carlos Casares, provincia de Buenos Aires (lugar de nacimiento del doctor Rosenvasser) y en el Museo de La Plata (donde actualmente se exhiben los tesoros recuperados). El rodaje también contó con una segunda unidad en Sudán, bajo la dirección del cineasta sudanés Talal Afifi, en el mes de octubre de 2021. La edición y posproducción del largometraje comenzó a fines del año 2021, finalizando a principios de 2022.

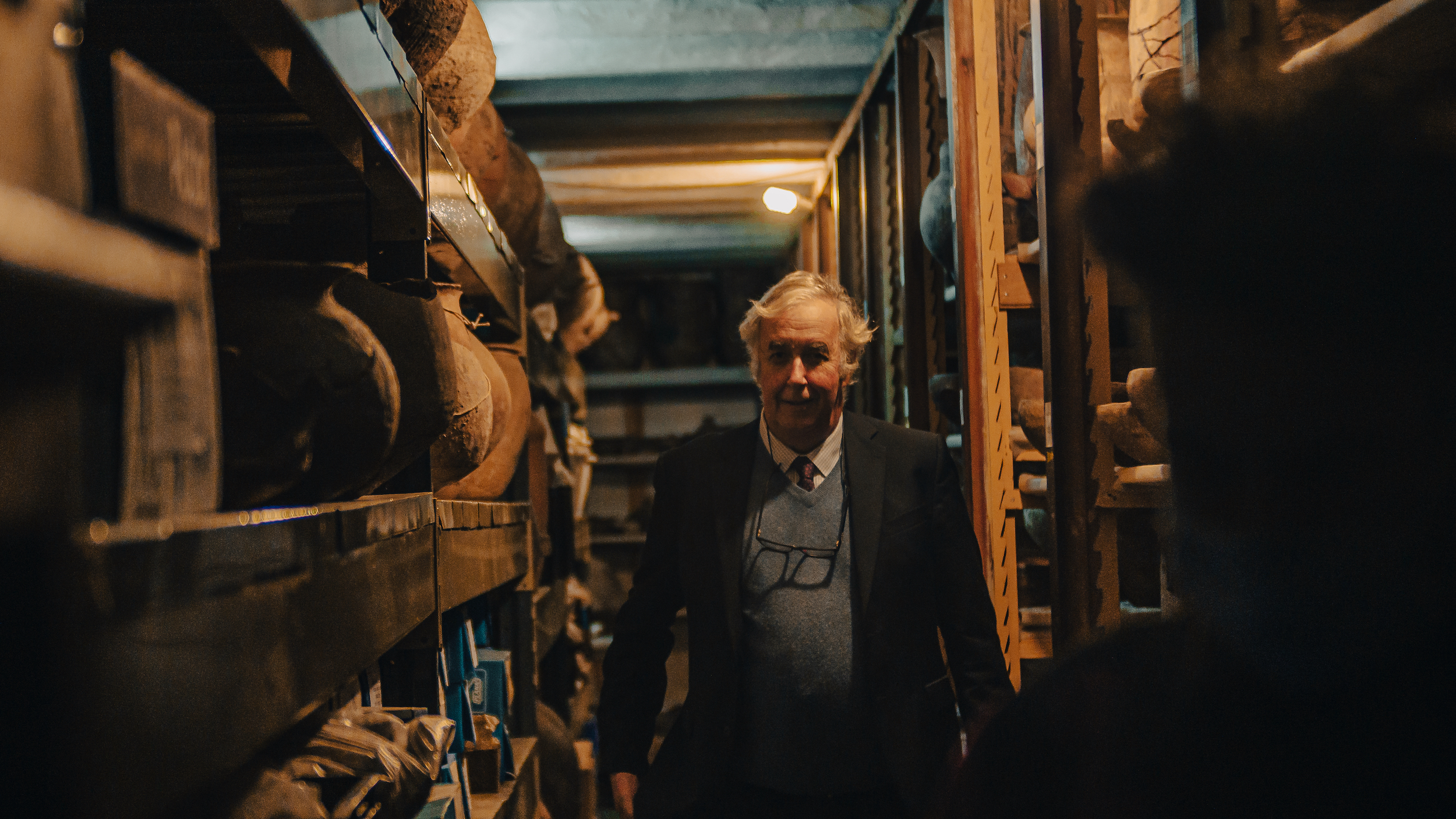
El director Ricardo Preve en el Museo de La Plata.

Durante ese año, el documental participó de la selección oficial de diversos festivales de cine alrededor del mundo, como el Virginia Film Festival en Estados Unidos y el Fusion International Film Festival en Europa, cosechando premios y menciones como Mejor Director y Mejor Fotografía. Su recepción positiva llevó a Ricardo Preve a realizar una gira por Europa y África, presentando su documental en países como Marruecos, Argelia y Túnez y compitiendo en eventos como el Festival Internacional de Cine Documental Árabe-Africano en Zagora, Marruecos, donde ganó el premio a Mejor Documental.
Finalmente, el filme tuvo su estreno oficial en Argentina en el Cine Cosmos en Buenos Aires el 3 de noviembre de 2022, seguido de proyecciones en la Sala Frey del Centro Cívico Bariloche, provincia de Río Negro, como parte del ciclo de cine Vidas Inolvidables, y en el Museo del Cine Pablo Ducrós Hicken de la ciudad de Buenos Aires.

## Recepción
El documental fue bien recibido por la crítica especializada y profesionales. Gonzalo Sánchez del diario Clarín aseguró que «se trata de un documental clásico» que «indaga como corresponde para construir un documental profundo». Juan Barberis, del diario La Nación, se refirió el filme como «flamante» y sostuvo que «su trabajo de investigación sirve para darle mayor relieve a Rosenvasser, que por primera vez contará con una exposición a modo de homenaje».
Catalina Dlugi, editora general de El Portal de Catalina, declaró que es «un muy interesante documental» que «no solo tiene el conmovedor recuerdo de su hija, alumnos y colaboradores, sino la voz de este hombre único y no pocas ironías sobre envidias y burocracias que buscaron en vano perjudicarlo». La revista de cultura BeCult expuso que «no es un documental más del tipo» y que «la mirada lúcida de Preve se reconoce en este filme».
De la Nubia a La Plata formó parte de una serie de homenajes realizados a la figura del doctor Rosenvasser, que concluyó con el descubrimiento de una placa en su honor que actualmente forma parte de la Sala Egipcia del Museo de La Plata.

## Premios y reconocimientos
| Año  | Evento                                                                         | Categoría                                    | Resultado |
| ---- | ------------------------------------------------------------------------------ | -------------------------------------------- | --------- |
| 2022 | Virginia Film Festival, Estados Unidos                                         | Selección oficial                            | Nominado  |
| 2022 | Festival LatinUy, Uruguay                                                      | Premio del público a mejor película          | Nominado  |
| 2022 | Festival LatinUy, Uruguay                                                      | Mejor documental                             | Nominado  |
| 2022 | International Arab-African Documentary Film Festival, Marruecos                | Mejor documental                             | Ganador   |
| 2022 | Fusion International Film Festival, Inglaterra                                 | Mejor director de un largometraje documental | Ganador   |
| 2022 | Fusion International Film Festival, Inglaterra                                 | Mejor fotografía en un documental            | Ganador   |
| 2022 | Fusion International Film Festival, Inglaterra                                 | Mejor largometraje documental                | Nominado  |
| 2022 | Fusion International Film Festival, Inglaterra                                 | Mejor música original                        | Nominado  |
| 2022 | Fusion International Film Festival, Inglaterra                                 | Mejor historia                               | Nominado  |
| 2022 | Fusion International Film Festival, Inglaterra                                 | Mejor película científica y educacional      | Nominado  |
| 2023 | Out Of Africa International Film Festival, Kenia                               | Selección oficial                            | Nominado  |
| 2023 | Festival Internacional de Cine Hispano, Delaware, Estados Unidos               | Cinematography                               | Ganador   |
| 2023 | Festival Internacional de Cine Hispano, Delaware, Estados Unidos               | Sound Editing                                | Ganador   |
| 2023 | Festival Internacional de Cine Hispano, Delaware, Estados Unidos               | Original Script                              | Ganador   |
| 2023 | Festival Internacional de Cine Hispano, Delaware, Estados Unidos               | Original Concept                             | Ganador   |
| 2023 | Ismailia International Film Festival for Documentaries and Short Films, Egipto | Selección oficial                            | Nominado  |
| 2023 | Festival Internacional de Documentales de Historia, Arte y Ciencia, Atenas     | Mejor documental arqueológico                | Ganador   |